# Arnold Lang
Arnold Lang (Oftringen, 18 de juny de 1855 - Zúric, 30 de novembre de 1914) va ser una naturalista suís, un anatomista comparatiu i estudiant del biòleg alemany Ernst Haeckel.
A la tardor de 1891, una beca europea per al millor graduat de la classe va permetre al biòleg experimental americà Lilian Vaughan Morgan d'anar a Europa a estudiar els músculs dels poliplacòfora a la Universitat de Zúric amb Arnold Land. La biologa noruega Kristine Bonnevie va estudiar sota la supervisió d'Arnold Land a Zuric en els anys 1898-99. També va ensenyar al filòsof Heinrich Schmidt.

## Treball
- Lehrbuch der vergleichenden Anatomie der wirbellosen Thiere, 2 Tl., 1888–94
- Beitrag zu einer Trophocöltheorie, 1903
- Die experimentelle Vererbungslehre in der Zoologie seit 1900, 1914